# Sutz-Lattrigen
Sutz-Lattrigen ist eine politische Gemeinde im Verwaltungskreis Biel/Bienne des Kantons Bern in der Schweiz.

## Geographie
Die Gemeinde besteht aus zwei Ortschaften, dem grösseren Sutz sowie dem kleineren Lattrigen. Sutz-Lattrigen liegt fünf Kilometer von Biel entfernt am Südufer des Bielersees zwischen den Gemeinden Ipsach und Mörigen. Die Gemeinde verfügte bis zur Fusion von Twann und Tüscherz im Jahr 2010 mit 3,5 km über den längsten Seeanstoss aller Bielerseegemeinden. Das Ortsbild wird auch geprägt von seiner Landwirtschaft mit Schwergewicht Obst- und Ackerbau und von einem kompakten Wald.

## Bevölkerung

### Sprachen
94 % der Einwohner sprechen Deutsch und 4 % Französisch.

### Religionen, Konfessionen
Über 58 % der Einwohner gehören der reformierten Kirche und rund 16 % der römisch-katholischen Kirche an. 26 % der Einwohner sind konfessionslos oder gehören einer anderen Glaubensgemeinschaft an.

### Herkunft, Nationalität
Der Ausländeranteil lag 2016 bei 7,5 %, 2019 bei 8,8 % und 2023 bei 9,2 % (Herkunft: Deutschland, Italien, Kosovo und Spanien).

### Demographie, Zivilstand
Der Anteil an Frauen (53 %) ist leicht höher als derjenige der Männer (47 %). Das Durchschnittsalter beträgt 42 Jahre. 41 % der Einwohner sind ledig, 45 % verheiratet, 9 % geschieden und etwa 5 % verwitwet.

### Wohnen
In den rund 681 Privathaushalten leben im Durchschnitt rund 2 Personen. Die Wohndichte (Bewohner pro Wohnraum) liegt bei 0,57. Die Wohneigentumsquote beträgt etwa 55 %.

### Bevölkerungsentwicklung
| Bevölkerungsentwicklung | Bevölkerungsentwicklung |
| Jahr                    | Einwohner               |
| ----------------------- | ----------------------- |
| 1900                    | 400                     |
| 1950                    | 589                     |
| 1960                    | 621                     |
| 1970                    | 756                     |
| 1980                    | 813                     |
| 1990                    | 949                     |
| 2000                    | 1174                    |
| 2010                    | 1350                    |
| 2011                    | 1352                    |
| 2012                    | 1360                    |
| 2013                    | 1397                    |
| 2014                    | 1425                    |
| 2015                    | 1421                    |
| 2016                    | 1388                    |
| 2017                    | 1385                    |
| 2018                    | 1391                    |
| 2019                    | 1391                    |
| 2020                    | 1397                    |
| 2021                    | 1408                    |
| 2023                    | 1401                    |

## Politik
Die Legislative in Sutz-Lattrigen wird von der Gemeindeversammlung wahrgenommen, welche pro Jahr zweimal ordentlich einberufen wird.
Fünf Mitglieder des Gemeinderates bilden die Exekutive der Gemeinde Sutz-Lattrigen. Jeder Gemeinderat führt dabei ein Ressort (Finanzen/Steuern/Kultur, Schutz/Rettung/Sicherheit, Bildung, Bau/Planung/Friedhof, Soziales). Dem Gemeinderat steht der Gemeindepräsident vor, zur Zeit Daniel Kopp (OV – Ortsvereinigung, Stand 2025).
Die Stimmenanteile der Parteien anlässlich der Nationalratswahl 2023 betrugen: SVP 28,3 % (+2,1 %), SP 17,9 % (+2,0 %), glp 11,9 % (+1,4 %), GPS 11,3 % (−3,7 %), FDP 8,9 % (+0,3 %), Mitte 7,6 % (−2,3 %), EVP 5,3 % (−0,3 %), EDU 1,7 % (−0,4 %).

## Wirtschaft

### Verkehr
Die Gemeinde Sutz-Lattrigen liegt an der Kantonsstrasse 237.1 Nidau – Täuffelen – Ins. Durch Sutz-Lattrigen führt die Veloroute Nr. 5 (Mittelland-Route) sowie die Nationale Skatingroute Nr. 3 (Romanshorn – Neuchâtel – Estavayer-le-Lac). Eine Bahnverbindung der Gesellschaft Aare Seeland mobil verbindet die Gemeinden zwischen Biel und Ins. Es gibt eine Haltestelle in Sutz und eine in Lattrigen.

### Betriebe
Sutz-Lattrigen zählt rund 70 Klein- und Mittelbetriebe mit insgesamt rund 400 Beschäftigten. Der Anteil an Betrieben im ersten Sektor (Urproduktion) liegt bei rund 20 % mit 10 % der Beschäftigten. Der zweite Sektor (Industriesektor) zählt anteilsmässig auch weitere rund 20 %, aber mit einem Beschäftigungsanteil von rund 40 %. Im dritten Sektor (Dienstleistungssektor) befinden sich rund 60 % aller Betriebe mit einem Anteil an Beschäftigten von rund 50 %.

### Versorgung
Wasser
Sutz-Lattrigen ist eine Verbandsgemeinde der Seeländischen Wasserversorgung.

## Geschichte

Luftbild (1959)

Die Anfänge der Gemeinde Sutz-Lattrigen reichen bis in die Pfahlbauerzeit zurück. Zahlreiche Funde von Gegenständen aller Art bezeugen, dass bereits in frühen Zeiten grosse Pfahlbausiedlungen bestanden. Aus der Römerzeit und dem frühen Mittelalter ist über Sutz-Lattrigen wenig bekannt. Der Ortsname erscheint urkundlich erstmals zum beginnenden 13. Jahrhundert. Im 13./14. Jahrhundert zählten die Edelknechte von Sutz zu den ersten Ministerialen der Grafen von Neuenburg-Nidau. 1388–1393 wurde Sutz-Lattrigen mit Nidau an Bern zugeschlagen. Die beiden Siedlungen Sutz und Lattrigen pflegten bis zum Bau der neuen Verkehrswege im 19. Jahrhundert enge Kontakte mit den Dörfern am Nordufer des Bielersees und betrieben Handel mit diesen. So war der Hafen von Lattrigen ein beachtlicher Umschlagplatz für den Wein, der nach Bern verfrachtet wurde.

## Wappen
Das Wappen von Sutz-Lattrigen entstand kurz vor 1907 und wurde 1945 vom Kanton anerkannt. Es enthält in Rot einen silbernen Anker, begleitet von zwei goldenen Sternen. Der Anker weist auf die Schifffahrt hin, die zwei Sterne auf die beiden Siedlungen Sutz und Lattrigen, welche sich zur Gemeinde Sutz-Lattrigen zusammengeschlossen haben.

## Kunst, Kultur

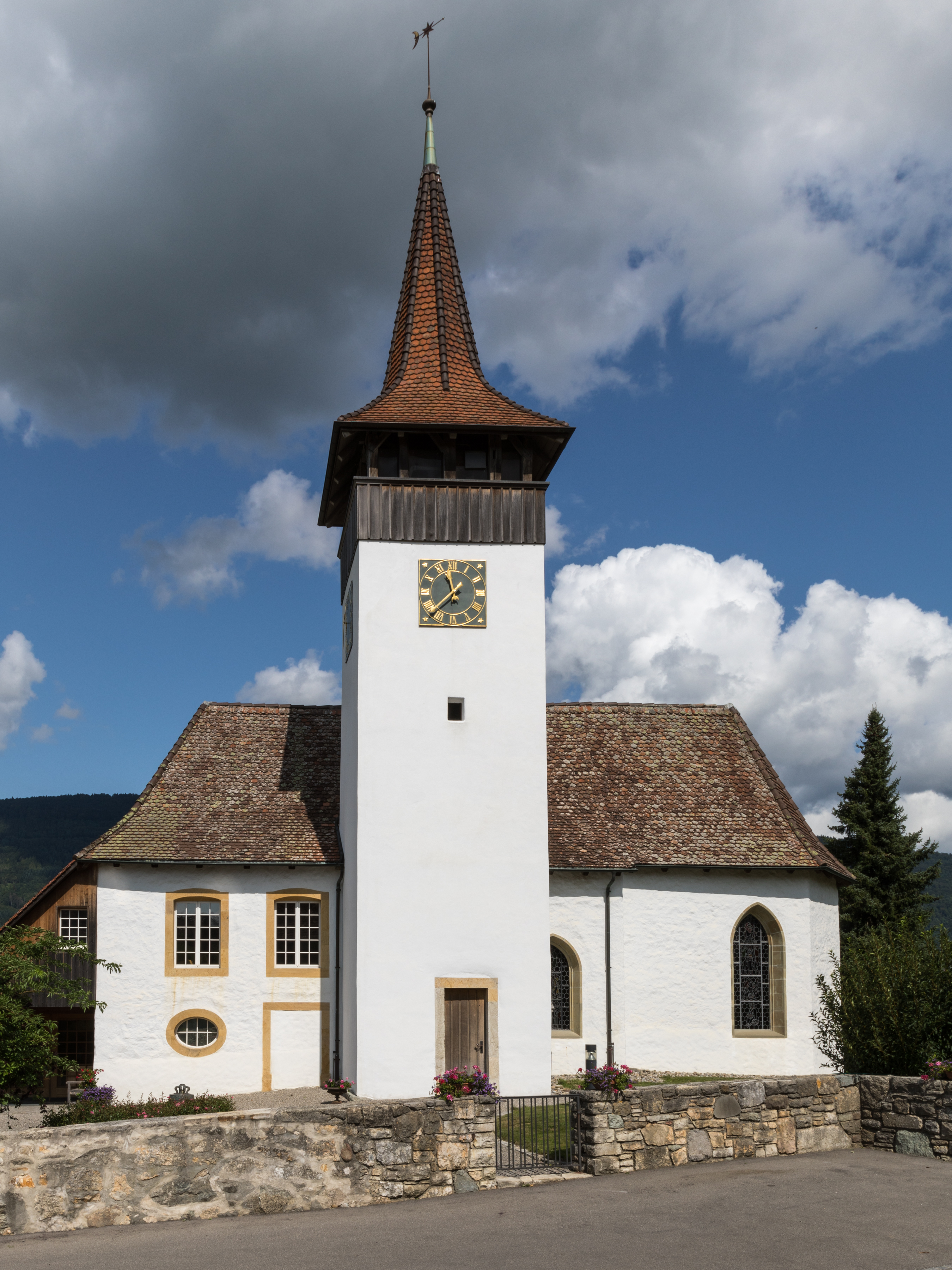
Reformierte Kirche Sutz

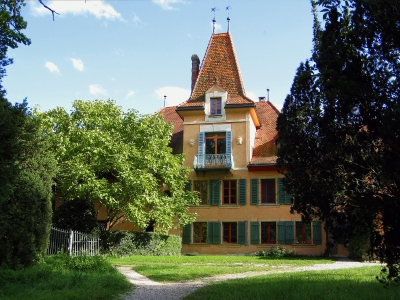
von Rütte-Gut in Sutz

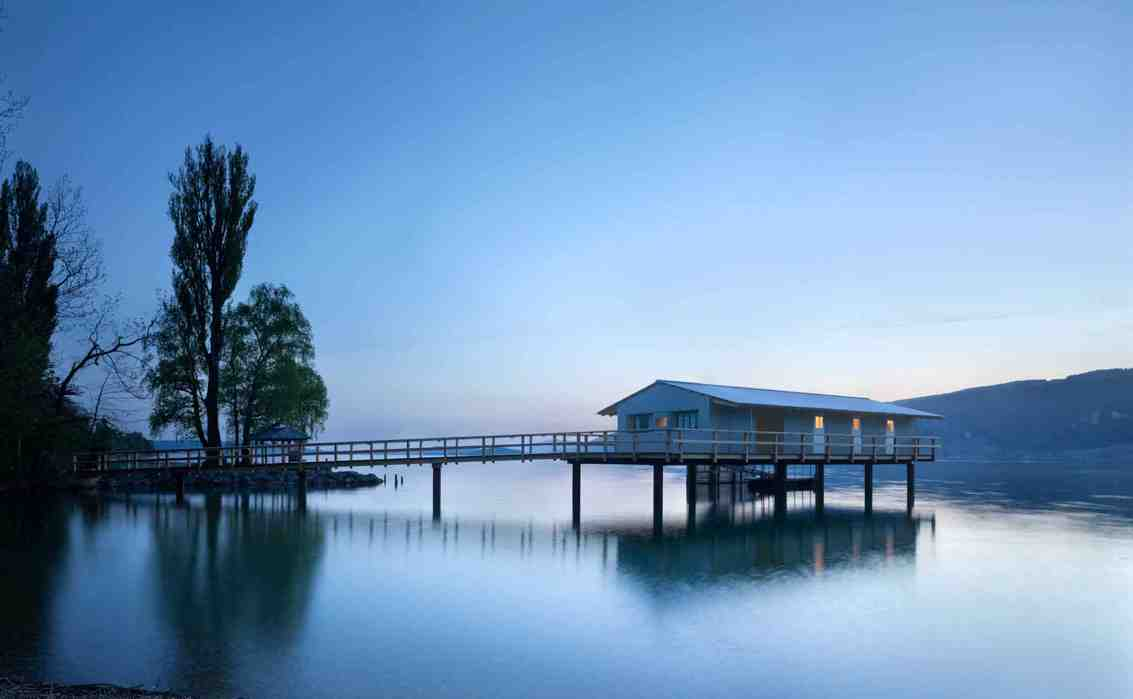
Tauchplattform des Archäologischen Dienstes des Kantons Bern beim von Rütte-Gut in Sutz

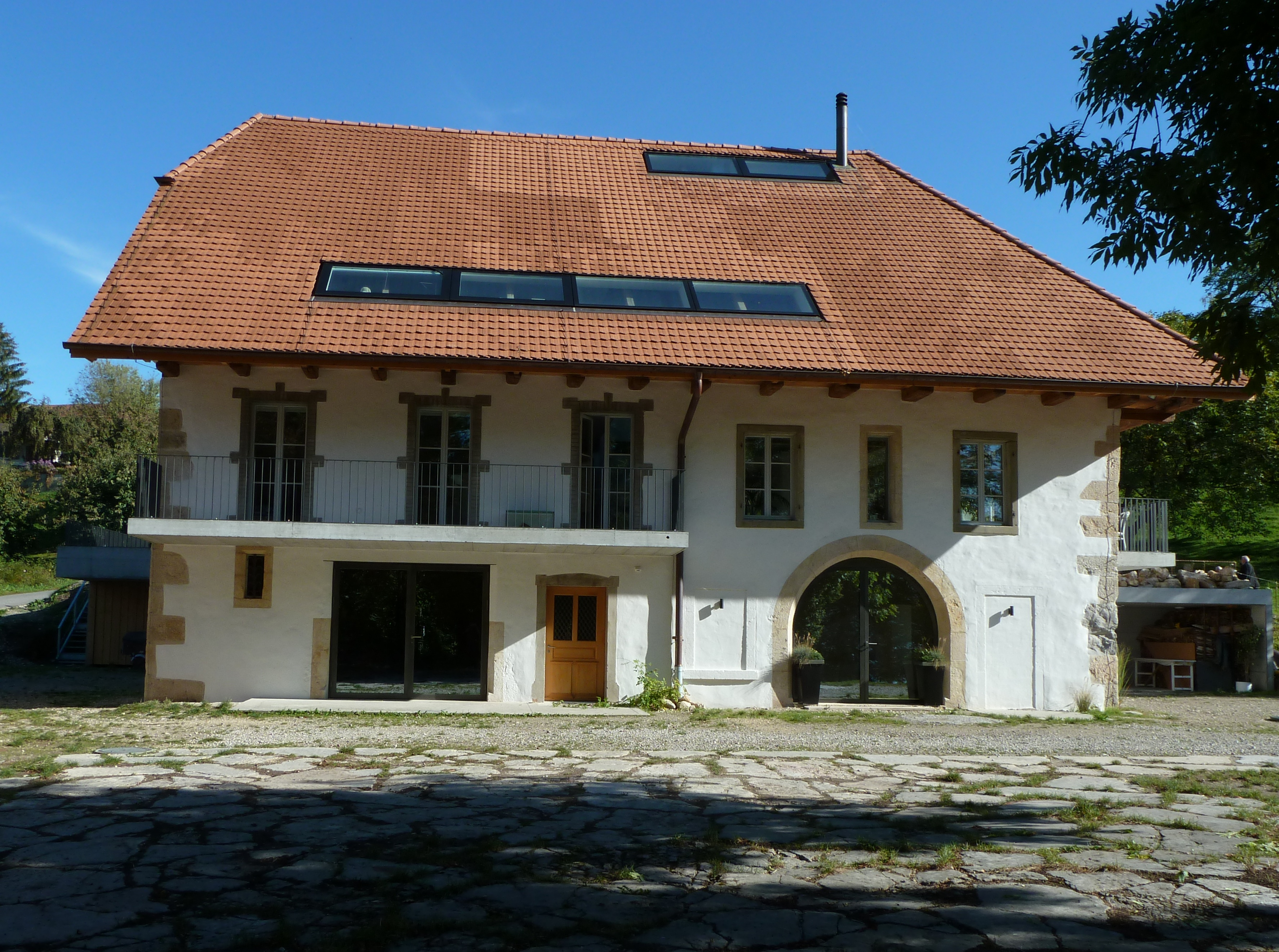
Ländte, auch genannt Ziegelhütte oder Kornhaus, in Lattrigen

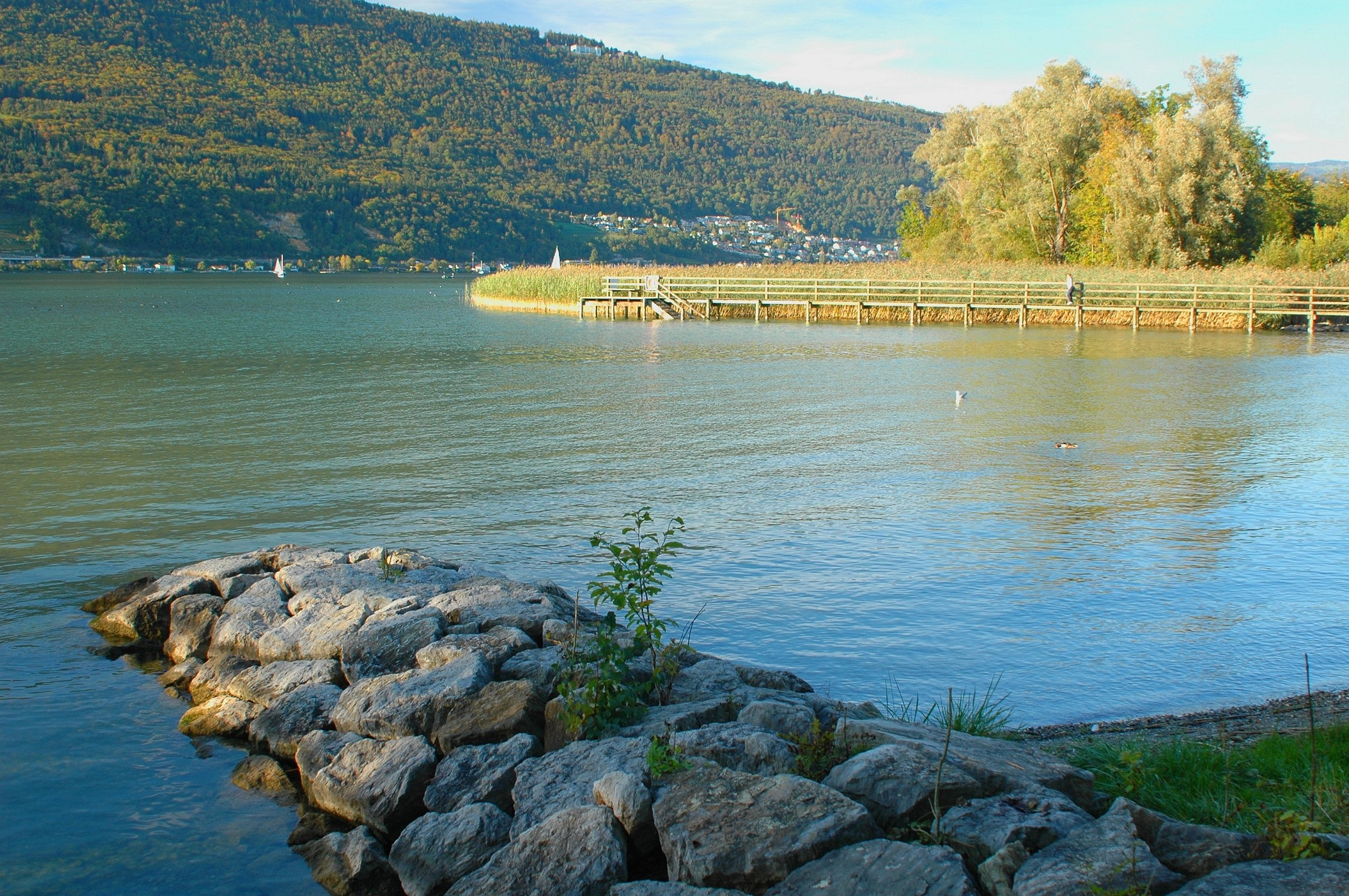
Seeanstoss in Sutz

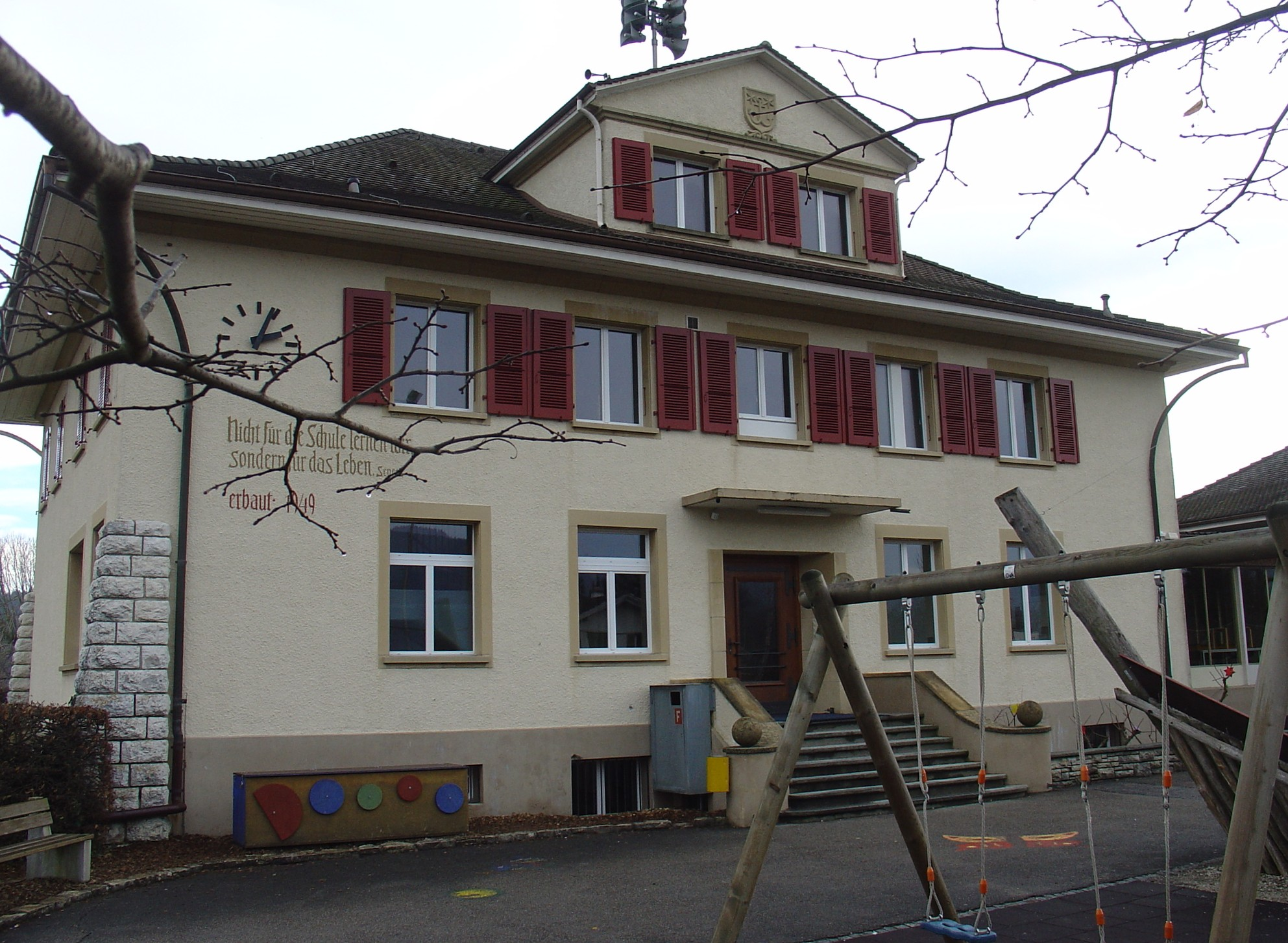
Schulhaus in Lattrigen

### Schulen
Die Gemeinde Sutz-Lattrigen führt gemeinsam mit der Gemeinde Mörigen einen Kindergarten sowie die Primarschule mit Schülern bis zur 6. Klasse. Primarschüler der siebten bis neunten Klasse und Sekundarschüler besuchen das Oberstufenzentrum in Täuffelen. Gymnasiasten von Sutz-Lattrigen gehen in Biel zur Schule.

### Sehenswürdigkeiten
Die Kirche in Sutz wurde 1228 erstmals erwähnt. Etwas oberhalb der Kirche finden sich das in den Jahren 1590–1593 erstellte Pfarrhaus sowie die Pfrundscheune.
Der Landsitz von Rütte-Gut bildet wohl die augenfälligste Sehenswürdigkeit in Sutz. Der zum Landsitz dazugehörende Park, in dem sich ein «Pavillon chinois» befindet, ist öffentlich zugänglich. Beim von Rütte-Gut befindet sich auch eine Tauchplattform des Archäologischen Dienstes des Kantons Bern mit einer kleinen Ausstellung zu den Untersuchungen der historischen Pfahlbausiedlungen.
In Lattrigen befindet sich ein über 400-jähriges und damit das älteste nichtkirchliche Gebäude am Südufer des Bielersees. Das Ländtehaus (auch Ziegelhütte genannt) zeugt vom einstigen regen Austausch an Korn und Wein mit den Gemeinden des gegenüberliegenden Seeufers.

### Kunst
Der spanische Künstler Pepe España, der mit bürgerlichem Namen José Luis Jiménez España hiess, lebte und arbeitete über 30 Jahre in Lattrigen.

### Kultur
Die Pfahlbausiedlungen am Bielerseeufer von Sutz-Lattrigen sind so bedeutend, dass sie 2011 zusammen mit 110 weiteren Fundstellen in 6 Alpenländern von der UNESCO in das Inventar des Weltkulturerbes aufgenommen wurden.

### Freizeit, Tourismus
Sutz-Lattrigen, mit freiem Blick auf den Bielersee und auf die Jurakette, bietet nebst seinen eigenen Schönheiten ideale Erholungsmöglichkeiten unter anderem auf einer der drei Badewiesen.
In den Sommermonaten prägt der Tourismus die Gemeinde. Der Campingplatz der Burgergemeinde im Ortsteil Sutz liegt direkt am See. Ein zweiter Campingplatz befindet sich in Lattrigen beim Lindenhof. Beide tragen zu einem belebten Sutz-Lattrigen bei.
Sutz-Lattrigen verfügt über zahlreiche Vereine.

## Persönlichkeiten
- Albert von Rütte (1825–1903), Biologe und Pfarrer
- Théophile de Rutté (1826–1885), Kaufmann und erster Honorarkonsul der Schweiz in Kalifornien
- Friedrich Ludwig von Rütte (1829–1903), Architekt
- Pepe España (eigentlich José Luis Jiménez España) (1930–2007), Maler und Zeichner[15]